# Marianów (Burzenin)
Pour les articles homonymes, voir Marianów.
Marianów est une localité polonaise de la gmina de Burzenin, située dans le powiat de Sieradz en voïvodie de Łódź.